# Bezzia woodruffi
Bezzia woodruffi är en tvåvingeart som beskrevs av Gustavo R. Spinelli 1991. Bezzia woodruffi ingår i släktet Bezzia och familjen svidknott.
Artens utbredningsområde är Jamaica. Inga underarter finns listade i Catalogue of Life.